# José María Muscari
José María Muscari (Buenos Aires, 13 de noviembre de 1976) es un actor, dramaturgo y director argentino.

## Carrera
Su primera experiencia como actor fue a los 16 años con su propio espectáculo Necesitamos oxígeno en el Centro Parakultural de Buenos Aires, y a los 18 años debutó como dramaturgo y director de Criaturas de las sombras, un espectáculo de intertextualidad poética. Desde su niñez hizo cursos de actuación, luego estudió en la Escuela Municipal de Arte Dramático y complementó su formación con clases de danza contemporánea.
Además de su rol de dramaturgo y director de escena, en muchas de sus obras interviene en la escenografía y la composición teatral, logrando variedad de formatos estéticos. Los circuitos en los que presenta sus espectáculos y la producción también son variados: alterna entre la autogestión, el teatro oficial, el comercial y el independiente. 
A lo largo de su carrera fue convocado en varias oportunidades como jurado de festivales; ha dictado seminarios de actuación, dirección y dramaturgia en diversas instituciones; dicta seminarios de taller montaje en los teatros Espacio Callejón y Espacio Ecléctico y clases de dirección en el Teatro Municipal General San Martín y en el Centro Cultural Ricardo Rojas.
Tiene una columna de espectáculos dos veces por semana en el programa Guetap de Reynaldo Sietecase en radio Vorterix Rock, de Mario Pergolini, y un programa en el canal Ciudad abierta, Muy Muscari, en el que presenta entrevistas a personajes famosos realizadas en su casa.

## Televisión
| Año           | Programa                             | Canal                        |
| ------------- | ------------------------------------ | ---------------------------- |
| 2007          | Circo Rojo                           | Playboy TV                   |
| 2011          | Maltratadas                          | América TV                   |
| 2011          | Showmatch                            | El Trece                     |
| 2012-2017     | Muy Muscari                          | Canal de la Ciudad           |
| 2014          | Señores Papis                        | Telefe                       |
| 2014          | Tu cara me suena                     | Telefe                       |
| 2016          | Loco por vos                         | Telefe                       |
| 2017          | Showmatch                            | eltrece                      |
| 2019          | Editando tele                        | Televisión Pública Argentina |
| 2020          | El show del problema                 | El nueve                     |
| 2021          | Todo puede pasar                     | El nueve                     |
| 2021-presente | Noche IP                             | Información Periodística     |
| 2022-2023     | El hotel de los famosos              | El Trece                     |
| 2022-2023     | El Debate del Hotel                  | El Trece                     |
| 2024          | Pasó en América (Conductor invitado) | América TV                   |

## Radio
| Año           | Programa           | Radio         |
| ------------- | ------------------ | ------------- |
| 2019-presente | La Inmensa Minoría | Radio con Vos |

## Cine
- La Cáscara de Lata (1997)
- Mujeres Elefantes (2007)
- Zenitram (2010)
- Eva & Lola (2010)
- La vida sin brillos (2017)

## Teatro
- 2023: Coqueluche (adaptador, director)
- 2023: Family club (creador)
- 2023: Plagio (autor, director)
- 2022: Julio César (adaptador, director)
- 2021: Perdidamente (autor, director)
- 2021: Redes, viví tu experiencia (Dramaturgia, dirección).
- 2019-presente: Sex, viví tu experiencia (Dramaturgia, dirección)
- 2019: Gente feliz (Dramaturgia, dirección)
- 2018/2019- Derechas (Dramaturgia, dirección)
- 2018- Madre coraje (Dramaturgia, dirección)
- 2018- Atracción fatal (Dramaturgia, dirección)
- 2017- Bollywood, una industria sin estrellas (Dramaturgia, dirección)
- 2017- Los Corruptelli (Dirección)
- 2016- Falladas (Dirección)
- 2016- Casa Valentina (Dirección)
- 2015- Extinguidas (adaptación, dirección)
- 2015- La jaula de las locas (adaptación, dirección)
- 2015- Leonas (actuación)
- 2014- El secreto de la vida (dirección)
- 2014- Los locos Grimaldi (actuación)
- 2013 - La casa de Bernarda Alba. (adaptación, dirección)
- 2012/2013 - Los Grimaldi. (Actuación)
- 2012/2013 - Póstumos. (Autoría, dirección)
- 2012 - Tres mitades. (Dirección)
- 2012 - Mujeres en el aire.
- 2012 - En crudo. (Autoría, actuación)
- 2012 - Vidas privadas. (Dirección)
- 2011/2012 - Ocho mujeres. (Dirección)
- 2011 - Shangay. (Actuación, autoría, dirección)
- 2010/2011 - Feizbuk Freaks. (Idea, dramaturgia, dirección)
- 2010/2011 - Feizbuk Teens. (Idea, dramaturgia, dirección)
- 2010/2011 - Feizbuk Stars. (Idea, dramaturgia, dirección)
- 2010/2011 - Feizbuk Hot. (Idea, dramaturgia, dirección)
- 2010/2011 - Feizbuk Tours. (Idea, dramaturgia, dirección)
- 2010/2011 - Feizbuk Sex. (Idea, dramaturgia, dirección)
- 2010/2011 - Feizbuk Míticos. (Idea, dramaturgia, dirección)
- 2010/2011 - El anatomista. (Dirección)
- 2010 - Catch. (Autoría)
- 2010 - Cómo tener sexo toda tu vida con la misma persona.
- 2010 - Pirañas.
- 2010 - Fuego entre mujeres. (Dramaturgia, dirección)
- 2009 - Julio César. Adaptación del texto clásico a versión moderna y femenina. (Adaptación, dirección)
- 2009 - Auténtico.
- 2009 - Cash.
- 2009 - Escoria. El lado B de la fama.
- 2008 - Crudo.
- 2008 - LaboratorioTeatro LaboratorioMuscari. (Dirección)
- 2008 - En la cama.
- 2007 - Fetiche.
- 2007 - Dame morbo. Espectáculo de humor y visión libre sobre stand up.
- 2006 - Piel de chancho. (Dramaturgia, dirección)
- 2006 - Sensibilidad. Una mirada antojadiza sobre la salud pública.
- 2006 - Cotillón.
- 2005 - Kagaret. Raída sensualidad cordobesa. (Dramaturgia, dirección)
- 2004 - Belleza Cruda. (Dirección)
- 2004 - Shangay. Té verde y sushi en ocho escenas. (Dramaturgia, dirección) - Premio Estrella de Mar.
- 2004 - Electra-shock. Tragedia show y alto voltaje (Dramaturgia, dirección)
- 2003 - Grasa. (Dramaturgia, dirección)
- 2003 - Fracaso fashion. (Dramaturgia, dirección)
- 2002 - Pareja abierta. (Dirección)
- 2002 - Catch, lucha en el barro y sexo entre chicas. (Dramaturgia, dirección)
- 2001 - Alicia Maravilla. Espectáculo infantil. (Dirección)
- 2001 - Derechas. (Dirección)
- 2000 - Disco. Genética en movimiento. (Dirección)
- 1999 - Cumbia, anarquía villera. (Dramaturgia, dirección)
- 1999 - Desangradas en glamour. (Dirección) En coautoría con Alejandro Quesada.
- 1999 - Estrellas intergalácticas. Espectáculo infantil. (Dirección)
- 1998 - Pulgarza, !qué pop teatral! (Dramaturgia, dirección, actuación)
- 1998 - Pornografía emocional. (Dirección y dramaturgia).
- 1996 - Marchita como el día. Comedia. (Dramaturgia, dirección)
- 1995 - Salsipuedes. (Dramaturgia, dirección)
- 1995 - Mujeres de carne podrida. (Dramaturgia, dirección)
- 1995 - Criaturas de las sombras. (Dramaturgia, dirección).[5]

## Reconocimientos
- 2006, Premio Estrella de Mar en el rubro teatro alternativo por su obra Shangay. Té verde y sushi en ocho escenas.[6]
- 2013, Premio Martín Fierro de Cable al mejor programa televisivo de interés general por su ciclo Muy Muscari, emitido por el canal Ciudad abierta.[7]
- Premio ACE 2016 al mejor director de comedia por Casa Valentina.